# Elgiva di Shaftesbury
Elgiva di Shaftesbury (... – 944) fu la prima moglie di Edmondo I d'Inghilterra e gli diede due figli, Edwing d'Inghilterra e Edgardo d'Inghilterra. Come la madre Wynflæd ella ebbe un rapporto piuttosto stretto, anche se di esso si conosce poco, con l'Abbazia di Shaftesbury fondata da Alfredo il Grande dove ella venne sepolta e venerata come una santa. Secondo una tradizione risalente a prima della Conquista normanna dell'Inghilterra il giorno in cui viene ricordata è il 18 maggio.

## Le scarse fonti
Elgiva era figlia di una donna chiamata Wynflæd che sembra essere stata legata all'Abbazia di Shaftesbury almeno quanto lo sarà Elgiva in futuro. Quel che si sa su di lei proviene da alcuni documenti appartenenti al figlio Edgardo d'Inghilterra in cui egli conferma la concessione di una proprietà nel Dorset fatta da sua nonna Wynflæd a Shaftesbury. Ella potrebbe essere stata una religiosa o comunque una donna consacrata citata, appunto, in questo documento del 942 e conservato presso l'archivio dell'abbazia. È stato anche registrato che ella ricevette diverse proprietà da Edmondo I d'Inghilterra, sempre nel Dorset, che, in un qualche modo, finirono per entrare in possesso dell'abbazia.
Di Elgiva non si conosce il nome del padre e neanche se avesse altri fratelli o sorelle, giacché ogni altra speculazione su di lei dev'essere condotta partendo dalla madre il cui nome affatto comune ha invitato a compiere ulteriori congetture. Alcuni storici ritengono che Wynflæd sia da identificare con una donna che stilò un testamento a metà del X secolo, probabilmente dopo la morte di Elgiva. Questa signora possedeva parecchie terre in tutto il Regno del Wessex (Somerset, Berkshire, Wiltshire, Oxfordshire ed Hampshire) ed era legata con i conventi di Shaftesbury e Wilton entrambi fondati per volere reale. Su queste basi è stato supposto che Elgiva avesse un certo numero di parenti, una sorella di nome Æthelflæd, un fratello a nome Eadmær e una nonna chiamata Brihtwyn.
In ogni caso questa tesi, risalente agli anni sessanta, non è del tutto condivisa da altri storici che obiettano come non ci siano segni tangibili di una parentela di Wynflæd con i reali e che tali supposizioni poggiano su deboli fondamenta.

## I dubbi sulla sua posizione
Le fonti coeve non riportano l'esatta data del matrimonio fra Elgiva ed Edmondo, il figlio maggiore Edwing d'Inghilterra aveva a malapena raggiunto la maggiore età quando succedette al padre nel 955 e quindi si può collocare la sua nascita attorno al 940 il che pone un limite approssimativo per datare le nozze.
Elgiva si dimostrò essere una degna moglie di re avendo partorito ben due figli maschi, tuttavia non vi sono prove che sia mai stata incoronata regina, allo stesso modo la sua formale posizione a corte appare essere stata alquanto insignificante poiché venne sovrastata dalla presenza della regina madre Edgiva di Kent.
Nell'unico documento esistente in cui appare la sua firma e databile fra il 942 e il 944 ella si firma come concubina regis (concubina del re) e andando a porre la sua firma fra l'arcivescovo e l'Ealdorman.
Al contrario la firma di Edgiva quale testimone dei documenti redatti in sua presenza si colloca decisamente più in alto, dopo quella dei figli Edmondo ed Edredo d'Inghilterra, ma prima dell'arcivescovo e firmandosi come mater regis. È solo verso la fine del X secolo che lo storico Æthelweard chiama Elgiva col titolo di regina, ma potrebbe essere solo un titolo onorifico tributatole dopo che il suo culto a Shaftesbury era fiorito.
La gran parte della fama di Elgiva è legata a questa abbazia, il fatto che ella si ritenesse la protettrice del convento è dato da un documento del 984 nel quale l'abbazia scambiava con la corona la grande proprietà di Tisbury con una a Butticanlea  (di attuale collocazione sconosciuta). Elgiva aveva ricevuto quest'ultima proprietà in dono dal marito e intendeva donarla all'abbazia quale volontà testamentaria, ma tale passaggio non era ancora avvenuto.
Elgiva morì qualche tempo prima del marito nel 944, nel XII secolo il cronacotecario Guglielmo di Malmesbury scrisse che ella aveva sofferto di una lunga malattia perdurata durante gli ultimi anni della sua vita. Tuttavia esiste la possibilità che egli si sia confuso con i dettagli riguardanti la vita di Æthelgifu, una delle figlie di Alfredo, che fu badessa a Shaftesbury.
Elgiva trovò sepoltura presso l'abbazia.

## Il culto
Elgiva trovò subito venerazione presso l'abbazia dove riposava, Æthelweard riporta che sopra la sua tomba ebbero luogo parecchi miracoli che finirono, inevitabilmente, per attrarre l'attenzione. Un monaco a nome Lantfred che scrisse attorno al 970 e può essere quindi considerato come uno dei primi testimoni ed egli raccontò di un giovane che era venuto fino a Shafstesbury per essere guarito dalla cecità, guidato dal culto di Santa Elgiva presso la cui tomba molta gente malata aveva ritrovato la salute grazie all'onnipotenza di Dio.
In quegli anni andò fiorendo anche il culto di Edoardo il Martire, sepolto presso la stessa abbazia, tuttavia la venerazione per Elgiva continuò per tutto il periodo della dominazione anglosassone come evidenziato dalla sua inclusione in una lista di tombe di santi, circa 8 calendari anteriori alla Conquista normanna dell'Inghilterra e 3 o 4 litanie.
Elgiva viene citata come santa in uno dei testi della Cronaca anglosassone nel punto in cui si specifica l'ascendenza di Edwing ed Edgardo e il suo culto può essere stato incoraggiato per accrescere l'importanza della casa reale e specificatamente quella dei suoi discendenti. Lantfred le attribuisce poteri taumaturgici derivanti sia da se stessa che dal figlio Edgardo e può essere stato a causa di quest'associazione che nel 979 il corpo di suo nipote Edoardo venne portato a Shaftesbury dove fu inumato con una cerimonia di grande respiro sotto la supervisione dell'ealdorman Ælfhere.